# Comuna de Chęciny
Chęciny (polaco: Gmina Chęciny) é uma gminy (comuna) na Polónia, na voivodia de Santa Cruz e no condado de Kielecki. A sede do condado é a cidade de Chęciny.
De acordo com os censos de 2006, a comuna tem 14 715 habitantes, com uma densidade 115 hab/km².

## Área
Estende-se por uma área de 127,57 km², incluindo:
- área agricola: 66%
- área florestal: 22%

## Demografia
Dados de 30 de Junho 2004:
|                      | Total   | Total | Mulheres | Mulheres | Homens  | Homens |
| -------------------- | ------- | ----- | -------- | -------- | ------- | ------ |
|                      | pessoas | %     | pessoas  | %        | pessoas | %      |
| População            | 14 676  | 100   | 7454     | 50,8     | 7222    | 49,2   |
| Densidade (pop./km²) | 115     | 100   | 58,4     | 58,4     | 56,6    | 56,6   |

De acordo com dados de 2005, o rendimento médio per capita ascendia a 1493,52 zł.

## Comunas vizinhas
- Małogoszcz, Morawica, Piekoszów, Sitkówka-Nowiny, Sobków